# Борисенко, Василий Васильевич
Васи́лий Васи́льевич Борисе́нко (бел. Васі́ль Васі́левіч Барысе́нка; 1904—1984) — белорусский советский литературовед, критик и педагог. Доктор филологических наук (1956), профессор (1956). Академик АН БССР (1969; член-корреспондент с 1957 года). Заслуженный деятель науки Белорусской ССР (1974). Лауреат Государственной премии Белорусской ССР имени Я. Коласа (1980). Член СП СССР (1937). Член ВКП(б) с 1928 года.

## Биография
Родился 12 (25 апреля) 1904 года в городе Борисове (ныне Минская область Беларусь) в семье железнодорожника.
Трудовой путь начал чернорабочим на железной дороге. В 1924 году окончил Борисовский педагогический техникум. Два года работал учителем в начальной школе.
Окончил БелГУ имени В. И. Ленина (1929). Учился в аспирантуре при АН БССР (1929—1932).
В 1931—1941 и в 1946—1966 годах работал в Минском педагогическом институте имени М. Горького. С 1932 года работал деканом литературного факультета Минского педагогического института имени М. Горького. Одновременно старший научный сотрудник, в 1937—1941 годах — директор Института литературы и языка АН БССР.
Участник Великой Отечественной войны. Являлся корреспондентом армейской газеты.
В 1946—1973 годах — директор, с 1973 года — старший научный сотрудник-консультант Института литературы имени Я. Купалы АН БССР.

## Научная деятельность
Изучал вопросы теории и истории белорусской литературы, проблемы текстологии белорусской литературы, выступал как литературный критик, исследовал творчество Ф. К. Богушевича, Я. Купалы, Я. Коласа, З. Бядули, В. И. Дунина-Марцинкевича, Т. Г. Шевченко.

## Награды и премии
- орден Отечественной войны II степени (1944)
- орден Трудового Красного Знамени (1949)
- два ордена Красной Звезды (20.5.1944, 21.5.1945, был представлен к ордену Отечественной войны II степени)
- медаль «За боевые заслуги» (19.8.1943)
- три Почётных грамоты Президиума ВС БССР.
- Государственная премия БССР имени Я. Коласа (1980) — за участие в работе над 2-томным исследованием «История белорусской дооктябрьской литературы» и «История белорусской советской литературы» (1977).